# Euryale (Gorgone)
Euryale (altgriechisch Εὐρυάλη Euryálē) ist in der griechischen Mythologie die Tochter von Phorkys und Keto.
Sie ist eine der drei Gorgonen und damit Schwester von Medusa und Stheno. Anders als Medusa sind sie und Stheno unsterblich.
Sie belohnt denjenigen, der sie nicht beobachtet. Darauf nimmt Niklas Luhmann Bezug im Hinblick auf die Behandlung von Paradoxien.